# Зелена (притока Пруту)
Зелена — річка у Кельменецькому та Бричанському районах України (Чернівецька область) та Молдови, ліва притока Пруту (басейн Дунаю).

## Опис
Довжина річки 21 км,  похил річки — 4,3 м/км. Формується з багатьох безіменних струмків та водойм. Площа басейну 82,5 км2.

## Розташування
Бере початок у селі Путрине. Тече переважно на південний схід через село Зелене. Перетинає українсько-молдовський кордон і на кордоні Молдови з Румунією впадає у річку Прут.
Річку перетинає автомобільна дорога Т 2631.